# Susan Warner
Susan Bogert Warner, född den 11 juli 1819 i New York, död den 17 mars 1885 i Highland Falls, New York, var en amerikansk författare, känd under pseudonymen Elizabeth Wetherell.
Susan Warner skrev i känslofull och religiöst uppfostrande anda, med varm blick för hemlivet, åtskilliga romaner, bland annat The wide, wide world (1849; "Den stora, vida verlden", 1853, nya upplagor 1880 och 1898), Queechy (1852; svensk översättning 1856 och 1900) och The hills of the Shatemuc (1856; "Shatemucs höjder", 1858). Flera noveller av henne utkom på svenska. Tillsammans med sin syster Anna Bartlett Warner (född 1820, död 1915) skrev hon Say and seal (1860) jämte åtskilliga berättelser, som översatts till svenska.